# العلاقات الغينية الليتوانية
العلاقات الغينية الليتوانية هي العلاقات الثنائية التي تجمع بين غينيا وليتوانيا.

## مقارنة بين البلدين
هذه مقارنة عامة ومرجعية للدولتين:
| وجه المقارنة                                              | غينيا       | ليتوانيا                                                    |
| --------------------------------------------------------- | ----------- | ----------------------------------------------------------- |
| المساحة (كم2)                                             | 245.86 ألف  | 65.30 ألف                                                   |
| عدد السكان (نسمة)                                         | 12.72 مليون | 2.79 مليون                                                  |
| الكثافة السكانية (ن./كم²)                                 | 51.74       | 42.73                                                       |
| العاصمة                                                   | كوناكري     | فيلنيوس، كاوناس                                             |
| اللغة الرسمية                                             | لغة فرنسية  | اللغة الليتوانية                                            |
| العملة                                                    | فرنك غيني   | ليتاس ليتواني، يورو                                         |
| الناتج المحلي الإجمالي (بليون دولار)                      | 10.50 مليار | 47.17 مليار                                                 |
| الناتج المحلي الإجمالي (تعادل القوة الشرائية) بليون دولار | 15.24 مليار | 84.06 مليار                                                 |
| الناتج المحلي الإجمالي الاسمي للفرد دولار أمريكي          | 531         | 14.15 ألف                                                   |
| الناتج المحلي الإجمالي للفرد دولار أمريكي                 | 1.22 ألف    | 27.69 ألف                                                   |
| مؤشر التنمية البشرية                                      | 0.411       | 0.839                                                       |
| رمز المكالمات الدولي                                      | +224        | +370                                                        |
| رمز الإنترنت                                              | .gn         | .lt                                                         |
| المنطقة الزمنية                                           | 00          | ت ع م+02:00، ت ع م+03:00، أوروبا/فيلنيوس ‏، توقيت شرق أوروبا |

## منظمات دولية مشتركة
يشترك البلدان في عضوية مجموعة من المنظمات الدولية، منها:
| علم المنظمة | اسم المنظمة                               | تاريخ انضمام غينيا | تاريخ انضمام ليتوانيا |
| ----------- | ----------------------------------------- | ------------------ | --------------------- |
|             | مؤسسة التنمية الدولية                     | 26 سبتمبر 1969     | 23 سبتمبر 2011        |
|             | يونسكو                                    | 2 فبراير 1960      | 7 أكتوبر 1991         |
|             | وكالة ضمان الاستثمار متعدد الأطراف        | 5 أكتوبر 1995      | 8 يونيو 1993          |
|             | الأمم المتحدة                             | 12 ديسمبر 1958     | 17 سبتمبر 1991        |
|             | الاتحاد البريدي العالمي                   | ?                  | ?                     |
|             | البنك الدولي للإنشاء والتعمير             | 28 سبتمبر 1963     | 6 يوليو 1992          |
|             | منظمة حظر الأسلحة الكيميائية              | ?                  | ?                     |
|             | مؤسسة التمويل الدولية                     | 22 أكتوبر 1982     | 15 يناير 1993         |
|             | المركز الدولي لتسوية المنازعات الاستشارية | 4 ديسمبر 1968      | 5 أغسطس 1992          |
|             | منظمة التجارة العالمية                    | 25 أكتوبر 1995     | ?                     |
|             | منظمة الشرطة الجنائية الدولية             | ?                  | ?                     |

## وصلات خارجية
- موقع وزارة الخارجية الليتوانية